# یواس‌اس باک (اس‌پی-۱۳۵۵)
یواس‌اس باک (اس‌پی-۱۳۵۵) (به انگلیسی: USS Buck (SP-1355)) یک کشتی بود که طول آن ۳۳ فوت ۶ اینچ (۱۰٫۲۱ متر) بود. این کشتی در سال ۱۹۱۱ ساخته شد.